# Néziha Labidi
Neziha Labidi é uma política tunisina. Ela actuou como Ministra da Mulher, Família e Crianças no governo do Primeiro-Ministro Youssef Chahed.
Ela formou-se na Universidade de Paris 1 Pantheon-Sorbonne em 1979.